# Austrarchaea daviesae
Austrarchaea daviesae is een spinnensoort uit de familie Archaeidae. De soort komt voor in Queensland.